# سی آشینا
سی آشینا (انگلیسی: Sei Ashina; ۲۲ نوامبر ۱۹۸۳ – ۱۴ سپتامبر ۲۰۲۰) بازیگر اهل ژاپن بود.
از فیلم‌ها یا برنامه‌های تلویزیونی که وی در آن نقش داشته‌است می‌توان به ابریشم، یائه نو ساکورا اشاره کرد.